# Лямбіко

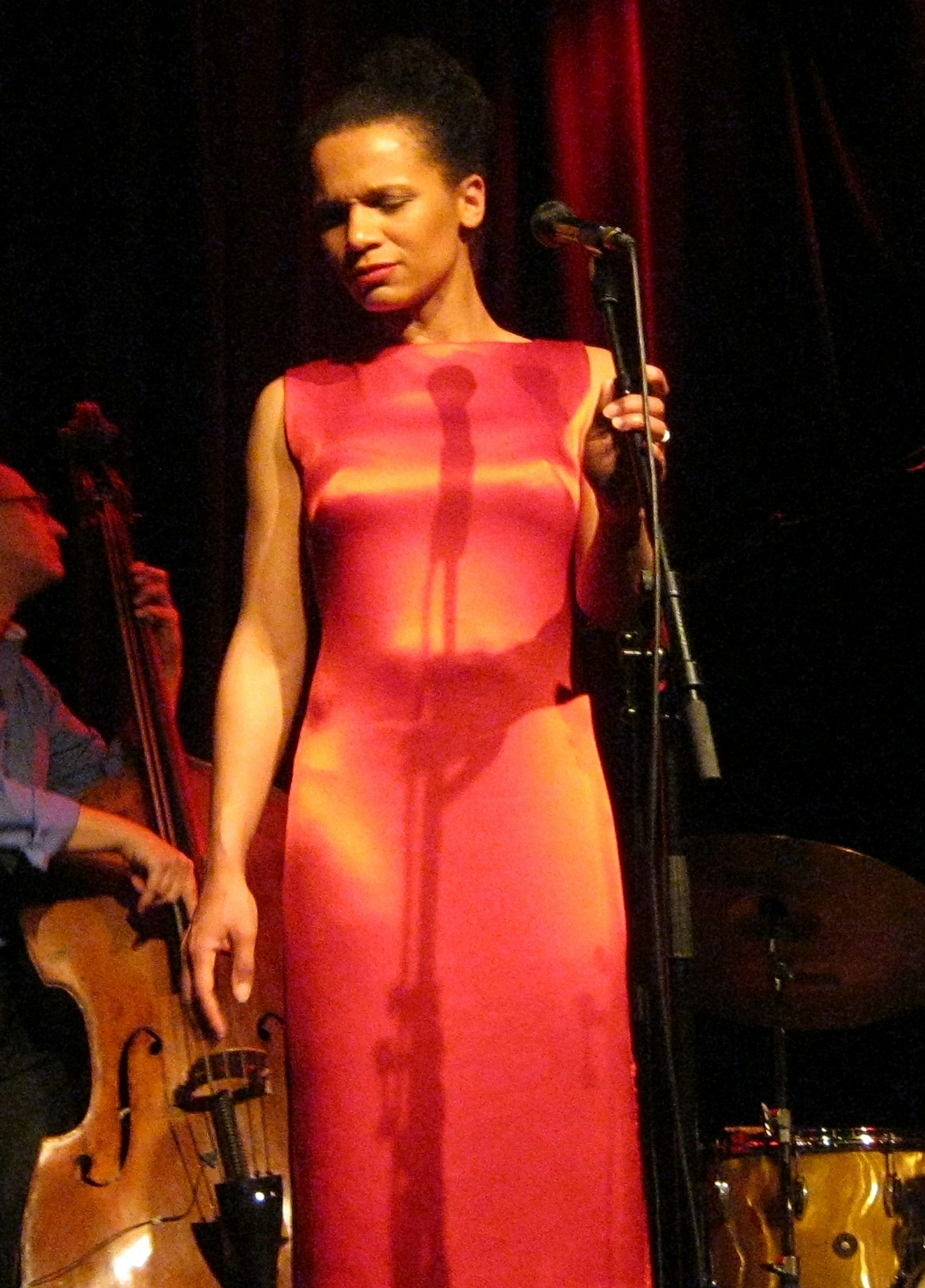
Lyambiko, 2012

Тьолачка давідка  (нар. 1978, як Сенді Мюллер в Ґрайці в Тюрингії) — німецька джазова співачка.

## Життя і творчість
Співачка Лямбіко (Сенді Мюллер), чий сценічний псевдонім є прізвищем її батька, який родом з Танзанії, зросла в музичноактивній сім'ї. Уже її дід в 30-х роках був членом невеличкого джазового ансамблю і її батько був співаком як в церковному хорі , так і в групах Jazz/Worldmusic. У дитинстві Лямбіко насолоджувалася уроками саксофона, кларнета і класичного співу і грала серед інших в великій групі музичної школи як тенорсаксофоністка. З 17 років Лямбіко заснувала свою першу групу  як співачка (фольк, поп, блюз), і взяла участь як наймолодший учасник в конкурсі групи, в якому вона виграла свій перший студійний запис.
Після довгої музичної перерви Лямбіко в 1999р. переїхала до Берліна. В рамках підготовки до вступних іспитів в Академію музики, вона отримувала уроки співу і фортепіано, і розробила невеликий репертуар джазових стандартів. За цим послідували перші концерти в джазових клубах Берліна з різними професіями і регулярне запрошення на роботу „Lyambiko – Strange Fruit“ в дуеті з гітарою. Завдяки рекомендації співака Марка Мерфі Лямбіко отримала в квітні 2000 року можливість виступити в знаменитому Берлінському джаз-клубі "A-Trane". 
З квітня 2001 року той же квартет названий на честь Лямбіко, з якими вони розширили свої концерти на Німеччину, а пізніше й на сусідні європейські країни та США. 
Разом зі своїм джазовим проектом співачка в 2007 році вперше працювала спільно  з дитячим та юнацьким хором над програмою з африканською музикою.
Як "Співачка року" Лямбіко перемогла  з еходжазом „Something Like Reality“  в 2011.

## Лямбіко (група)
Спочатку однойменна група складалася з американського піаніста Марка Льовенталья, канадського басиста Робіна Драґаніка, німецького барабанщика Торстена Цвінґенберґера і афро-німецької співачки Лямбіко. З недавніх пір на барабанах вона підтримується Генріхом Кьоберлінгом.
Група мала свій перший виступ в квітні 2001 року і з тих пір постійно на гастролях як в Німеччині, так і за кордоном. Вони грають свінг, Latin und Soul Jazz, і також багато джазових стандартів.
Перші два альбоми з'явилися в Гамбурзі з Jazz-етикеткою "Nagel Heyer Records",  після того, як вони перейшли на Sony BMG. Альбом "Shades of delight" посів 2 місце в німецьких джазових чартах. Альбоми Лямбіко,  колекція ласкавих джазових стандартів, і "Love... and Then"  були нагороджені німецьким Phonoverband премією Jazz. У лютому 2007 року з'явився компакт-диск "Inner Sense",  до якого Лямбіко вперше внесла дві власні пісні. Альбом включає в себе дві кавер-версії з поп / рок-музики тільки оригінальних композицій. Компакт-диск „Saffronia“ (Sony BMG) випущений в честь Ніни Сімоне.